# Nuradin Rustamov
Abu Nuradin Rustamov es un terrorista, uno de los principales líderes de la organización terrorista Estado Islámico, y era buscado por el gobierno turco por cargos de terrorismo. Era un exmilitar del ejército georgiano.

## Biografía
Rustamov es ciudadano georgiano y tiene vínculos particularmente estrechos con el terrorista Akhmed Chatayev y el líder del ISIS Abu Bakr al-Baghdadi. En el verano de 2018, Rustamov utilizó un pasaporte falso para entrar ilegalmente a Turquía.Desde entonces, Rustamov se ha establecido en Estambul y continúa cooperando con las actividades del grupo local Estado Islámico. En noviembre de 2018, Abu Nuradin Rustamov fue arrestado como parte de una redada organizada por la CIA y el gobierno georgiano.y fue detenido en Georgia y fue liberado